# Carlos Fernando Galán
Carlos Fernando Galán Pachón, né à Bogota le 4 juin 1977, est un homme politique et journaliste colombien. Il est maire de Bogota depuis le 1er janvier 2024.   
Il est un des leaders du parti politique centriste Nouveau Libéralisme. 

## Biographie
Il est le plus jeune fils[réf. nécessaire] du candidat présidentiel et sénateur Luis Carlos Galán, assassiné par le Cartel de Medellin en 1989. 

### Études
Il est diplômé de l'université de Georgetown en relations diplomatiques avec une spécialisation en économie internationale. Il est spécialiste en gouvernement, gérance et affaires publiques de l'université Externado de Colombie, et a suivi des cours en relations internationales à l'université Columbia. Il a été coresponsable de la revue Semana à Washington, rédacteur de la revue Cambio et éditeur politique du journal El Tiempo, où il fait partie de l'équipe qui remporte en 2007 le prix national du journalisme du Cercle de journalistes de Bogota pour ses recherches sur la para-politique.

### Trajectoire politique
Il est élu conseiller municipal de Bogota en 2011 avec le parti Changement radical, et devient un des principaux adversaires du maire Samuel Brun Rouges. Ses dénonciations sur des irrégularités dans l'embauche publique sont le point de départ du scandale du Carrousel des emplois. Il est distingué par deux fois comme meilleure conseiller municipal de Bogota par le projet Concejo Cómo Vamos et nommé par les journalistes de la ville comme conseiller municipal le plus remarqué en 2011. Il est alors candidat à la Mairie de Bogota, et obtient 285 263 votes.
En 2012, il est désigné par le président Juan Manuel Santos comme Secrétaire de Transparence de la Présidence de la République. Il coordonne alors la politique anticorruption et de transparence en Colombie. Il a représenté à la Colombie devant les mécanismes de suivi des conventions anticorruption des Nations unies et devant l'Organisation des États Américains, ainsi que dans le groupe de travail sur les pots-de-vin au sein de l'OCDE.
Il a élu deux fois directeur national du parti Changement radical.
En 2014, il est élu sénateur pour un mandat de quatre ans
En 2015, il renonce à la direction de Changement radical en raison de profondes divergences avec divers membres du parti pour le choix des candidatures pour les élections locales de 2015.[réf. nécessaire]
En 2018, il quitte Changement radical et le Sénat, ne s'identifiant pas avec le projet politique d'Iván Duque.

## Maire de Bogota
Il se présente à trois reprises à la mairie de Bogota. Sa première candidature a lieu en 2011 avec le parti de droite Changement radical ; il obtient 285 263 votes et prend la quatrième place. Sa deuxième candidature a lieu en 2019 comme indépendant ; il obtient la deuxième place avec 1 022 874 votes. Il est finalement élu maire lors de sa troisième tentative le 29 octobre 2023 et entre en fonction le 1er janvier 2024.[réf. nécessaire]